# Župnija Dobrava
Župnija Dobrava je bila rimskokatoliška teritorialna župnija Dekanije Radovljica Nadškofije Ljubljana, nato je bila pridružena Župniji Kamna Gorica.

## Sakralni objekti
| #  | Slika                     | Cerkev                       | Kraj            |
| -- | ------------------------- | ---------------------------- | --------------- |
| 1. | Klikni za spremembo slike | Cerkev Povišanja sv. Križa   | Srednja Dobrava |
| 2. | Klikni za spremembo slike | Cerkev sv. Antona Puščavnika | Otoče           |